# Калдинское муниципальное образование
Калдинское муниципальное образование — упразднённое муниципальное образование со статусом сельского поселения в Фёдоровском районе Саратовской области Российской Федерации.
Административный центр — село Калдино.

## История
Статус и границы сельского поселения установлены Законом Саратовской области от 27 декабря 2004 года N 107-ЗСО «О муниципальных образованиях, входящих в состав Фёдоровского района».
Законом Саратовской области от 22 апреля 2016 года № 43-ЗСО, были преобразованы, путём их объединения, Калдинское, Николаевское и Семеновское муниципальные образования — в Семеновское муниципальное образование, наделённое статусом сельского поселения, с административным центром в селе Семеновка.

## Население
| 2010 | 2011 | 2012 | 2013 | 2014 | 2015 | 2016 |
| ---- | ---- | ---- | ---- | ---- | ---- | ---- |
| 574  | ↘565 | ↘561 | ↘542 | ↘528 | ↘524 | ↘499 |

## Состав сельского поселения
| № | Населённый пункт | Тип населённого пункта       | Население |
| - | ---------------- | ---------------------------- | --------- |
| 1 | Калдино          | село, административный центр | ↘422      |
| 2 | Красавка         | село                         | ↘152      |